# Benndorf
Benndorf est une commune allemande de l'arrondissement de Mansfeld-Harz-du-Sud, Land de Saxe-Anhalt.

## Géographie
| Mansfeld |          | Klostermansfeld |
|          | Benndorf |                 |
|          | Ahlsdorf | Helbra          |

Benndorf se trouve sur la ligne de Berlin à Blankenheim.

## Histoire
Benndorf est mentionné pour la première fois en 1121.

## Source, notes et références
- (de) Cet article est partiellement ou en totalité issu de l’article de Wikipédia en allemand intitulé « Benndorf » (voir la liste des auteurs).